# مارکوس جیاماتی
مارکوس جیاماتی (به انگلیسی: Marcus Giamatti) (زاده ۳ اکتبر ۱۹۶۱) بازیگر آمریکایی است.
از کارهای معروف او می‌توان به بازی در مجموعه قاضی امی و فیلم زبری لازم اشاره کرد.